# Änderungen des Römischen Statuts
Änderungen des Römischen Statuts des Internationalen Strafgerichtshofes richten sich nach den Verfahren, wie sie in den Artikeln 121 und 122 vorgesehen sind. Eine Änderung muss von einem Vertragsstaat wiederum ratifiziert werden, damit sie für ihn in Kraft tritt.
Bisher wurden zwei Änderungen des Römischen Statuts von den Vertragsstaaten angenommen. Es handelt sich dabei um Änderungen des Artikels 8 vom 10. Juni 2010 und um Änderungen in Bezug zum Verbrechen der Aggression vom 11. Juni 2010.

## Änderungen des Artikels 8
Die Änderung des Artikels 8 (engl. Amendment to article 8 of the Rome Statute of the International Criminal Court, UNTS Nr. 10a) wurde mittels Resolution RC/Res. 5 von der ersten Überprüfungskonferenz in Kampala (Uganda) am 10. Juni 2010 angenommen. Die Änderung trat am 26. September 2012 in Kraft.
Mit dieser Änderung wird Tatbestand des Kriegsverbrechens ausgedehnt. Die Verwendung von Gift und vergifteten Waffen, von Gas und ähnlichen Stoffen und Vorrichtungen sowie von Dumdumgeschossen soll nicht nur in einem internationalen, sondern auch in einem nicht internationalen bewaffneten Konflikt für strafbar erklärt werden.
Bisher haben 16 Vertragsstaaten die Änderungen ratifiziert (Aktueller Stand). Liechtenstein (8. Mai 2012) und Deutschland (3. Juni 2013) haben von den deutschsprachigen Staaten diese Änderungen des Artikels 8 ratifiziert.

## Änderungen in Bezug auf das Verbrechen der Aggression
Die Änderungen in Bezug auf das Verbrechen der Aggression (engl. Amendments on the crime of aggression to the Rome Statute of the International Criminal Court UNTS Nr. 10b) wurden mittels Resolution RC/Res. 6 am 11. Juni 2010 von der ersten Überprüfungskonferenz in Kampala (Uganda) angenommen.
Hochrangige Personen, die eine Angriffshandlung in die Wege leiten, die das Gewaltverbot der UNO-Charta offenkundig verletzt, werden damit völkerstrafrechtlich verantwortlich.
Damit der Internationale Strafgerichtshof seine Gerichtsbarkeit ausüben darf, braucht es die Ratifikation dieser Änderung durch 30 Vertragsstaaten und zusätzlich einen weiteren Beschluss der Vereinbarungskonferenz nach dem 1. Januar 2017.
Bisher haben 32 Vertragsstaaten die Änderungen ratifiziert (Aktueller Stand), darunter Liechtenstein (8. Mai 2012), Deutschland (3. Juni 2013), Österreich (17. Juli 2014) und die Schweiz (10. September 2015).